# Раджгир
Раджгир (англ. Rajgir, хинди राजगीर, урду راجگیر‎‎) — город в округе Наланда в индийском штате Бихар. Древнее название города — Раджагриха, на языке пали — Раджагаха. Раджгир был первой столицей царства Магадха, на территории которого впоследствии возникла империя Маурьев. Время основания города неизвестно. В ходе археологических раскопок была найдена керамика, датируемая X веком до н. э. Раджгир расположен в долине, окружённой скалистыми холмами, примерно в 100 км от столицы штата Бихар — города Патны.

## Галерея

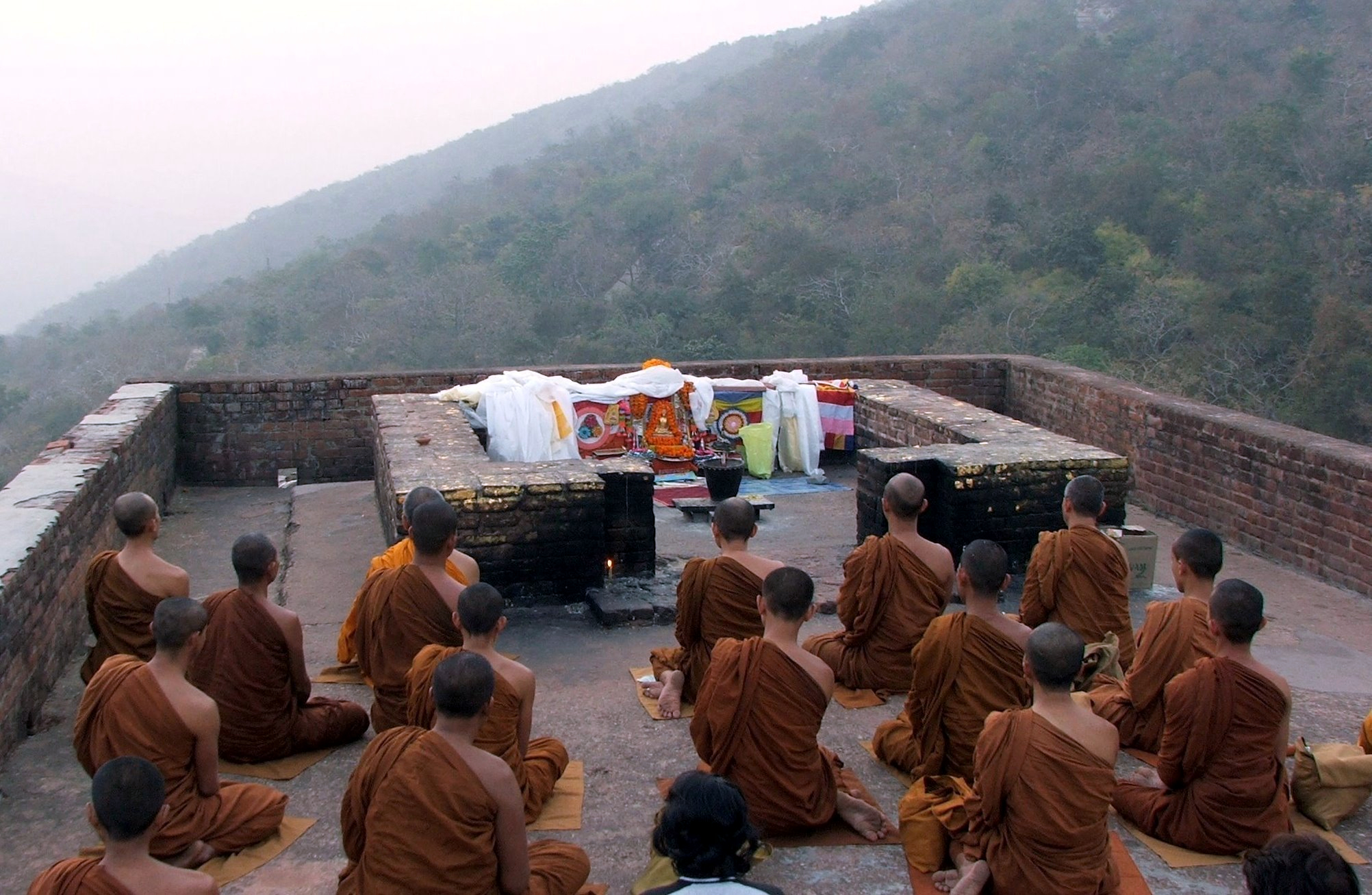
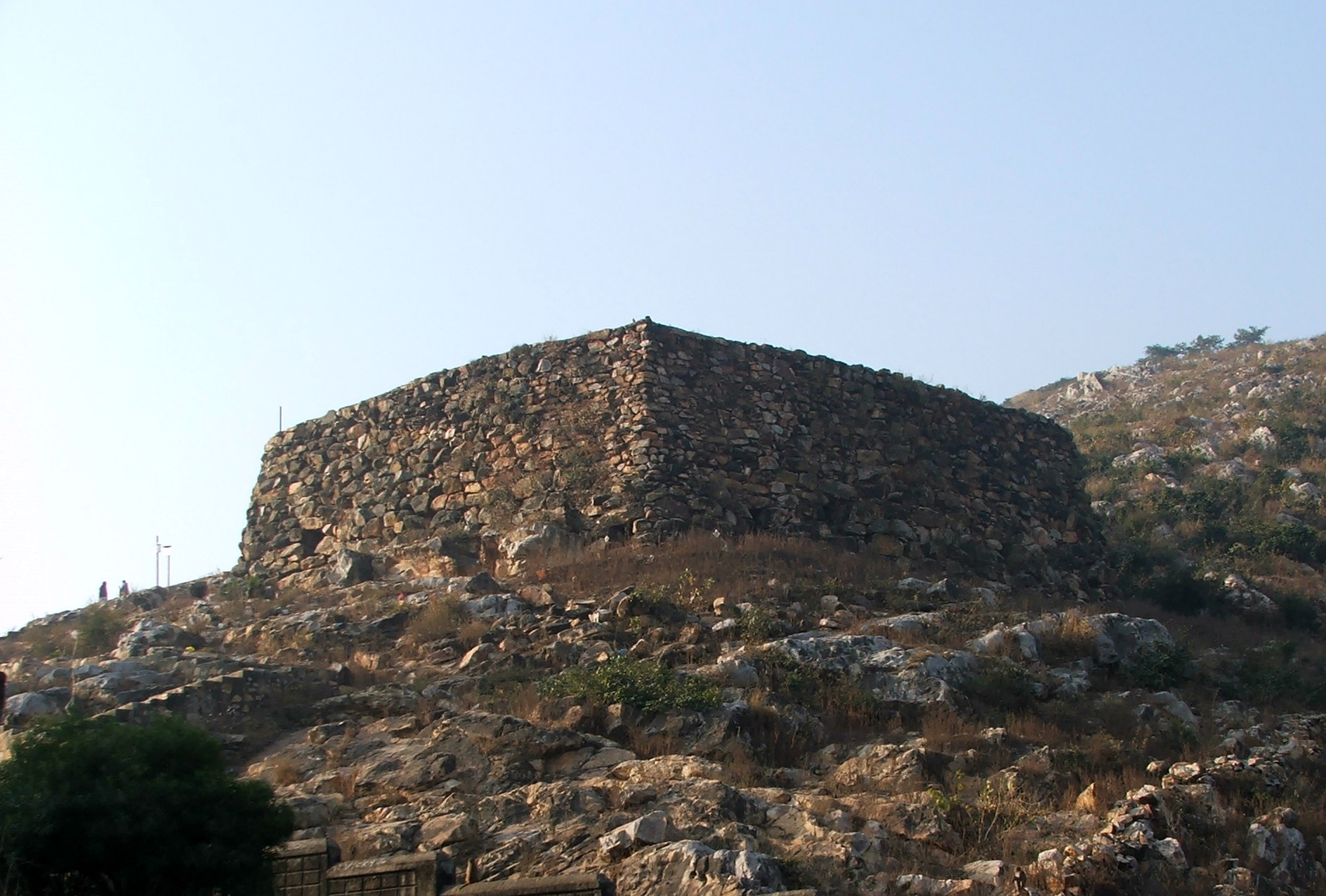
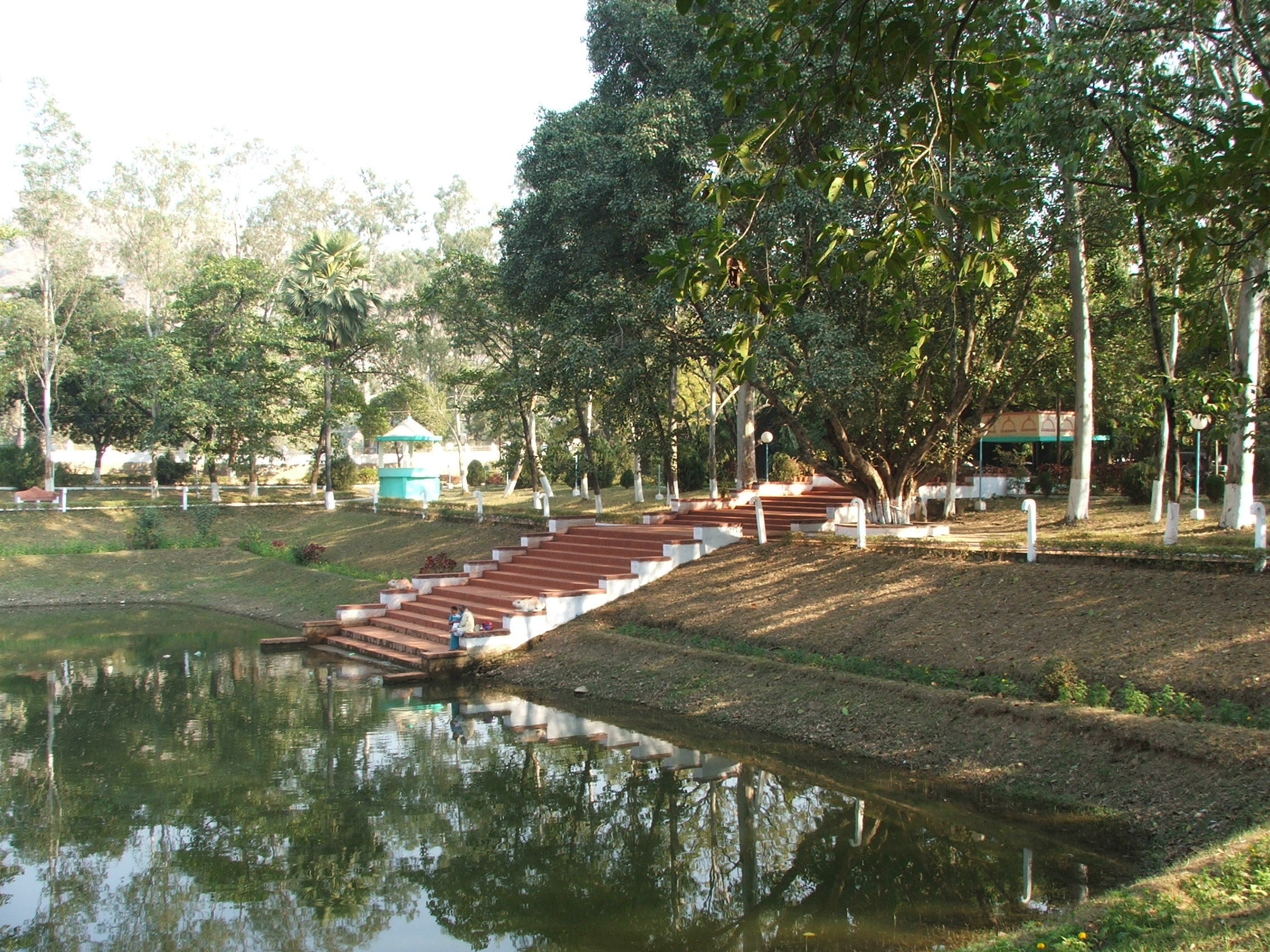
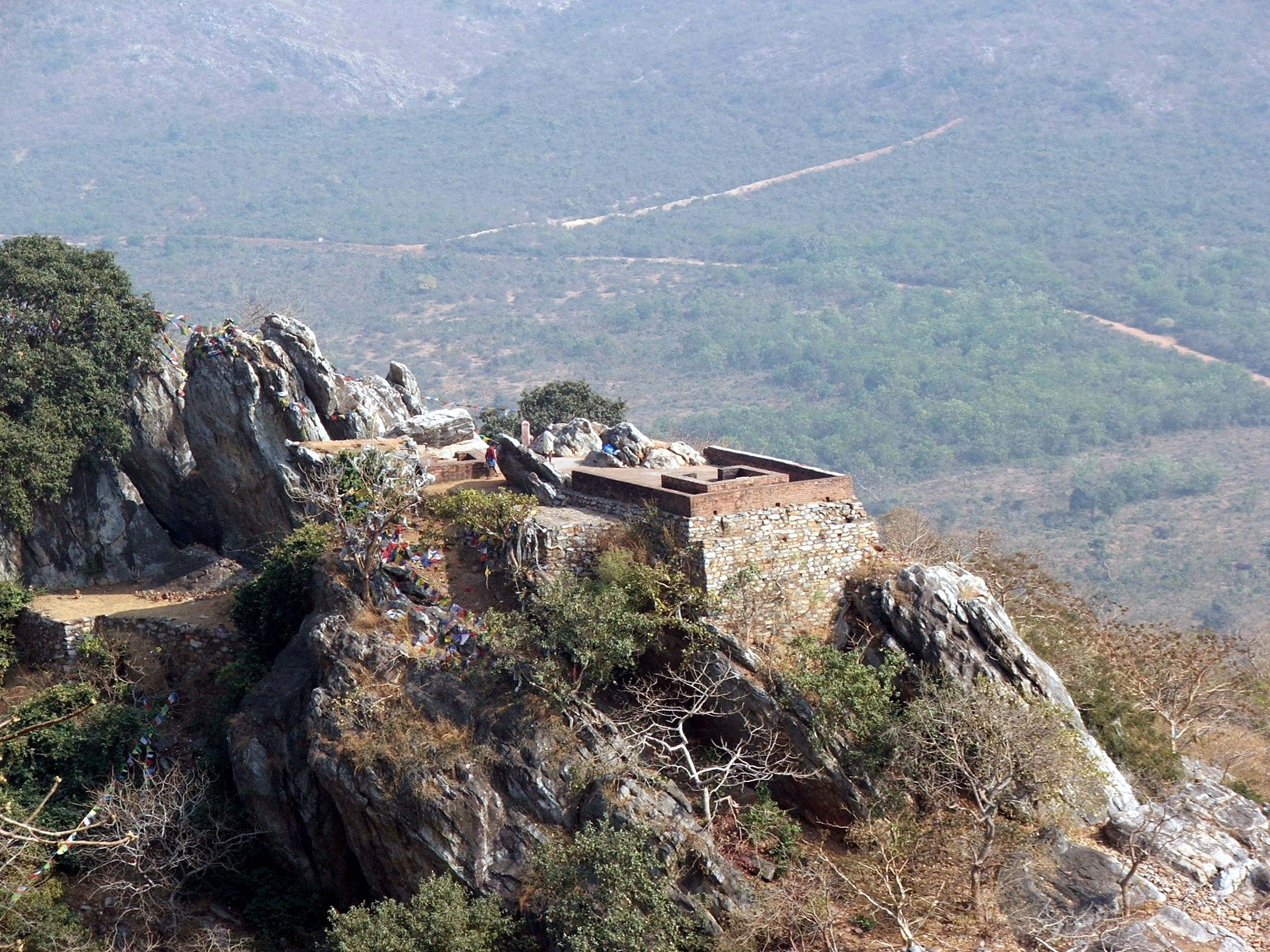
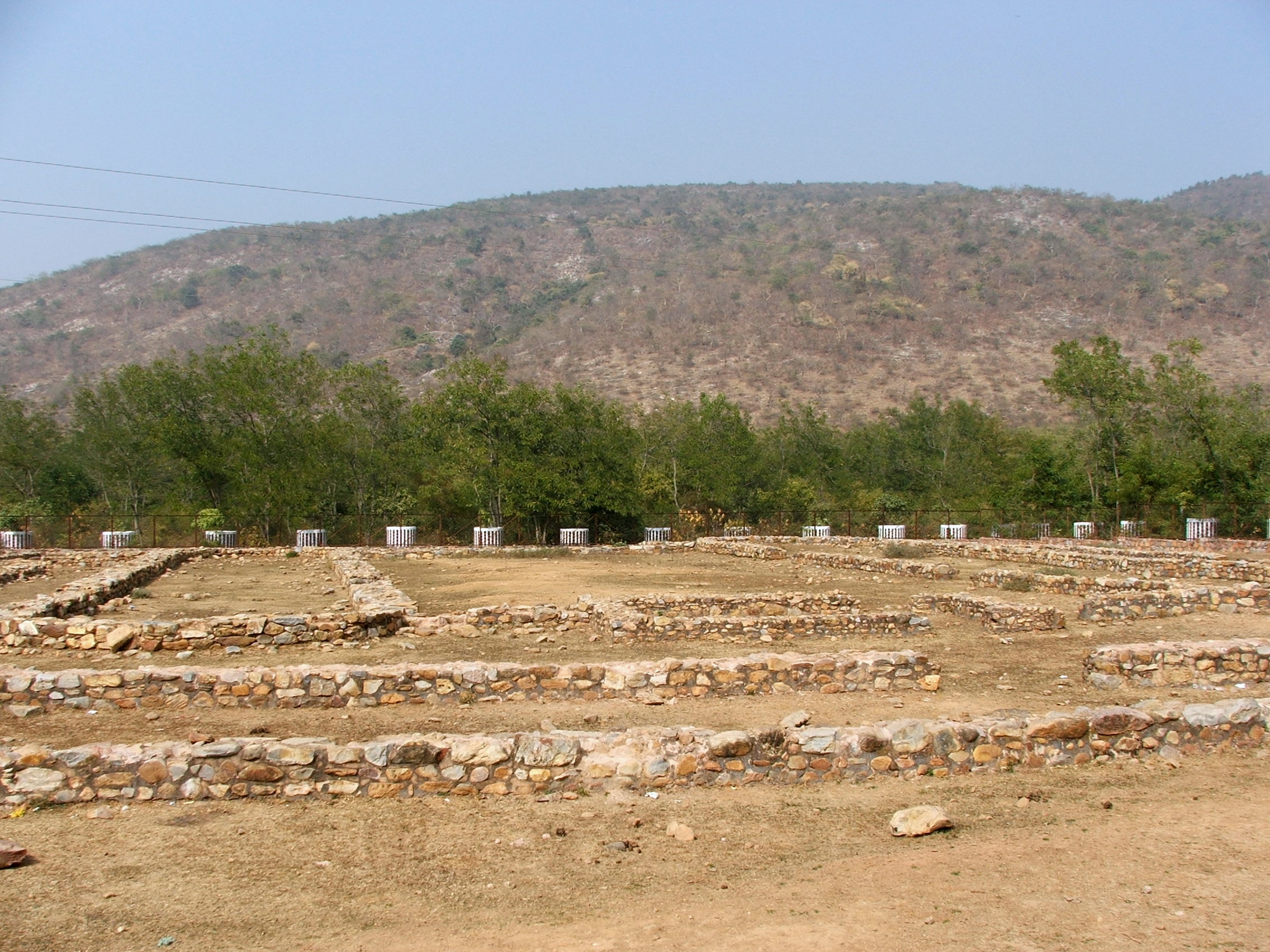
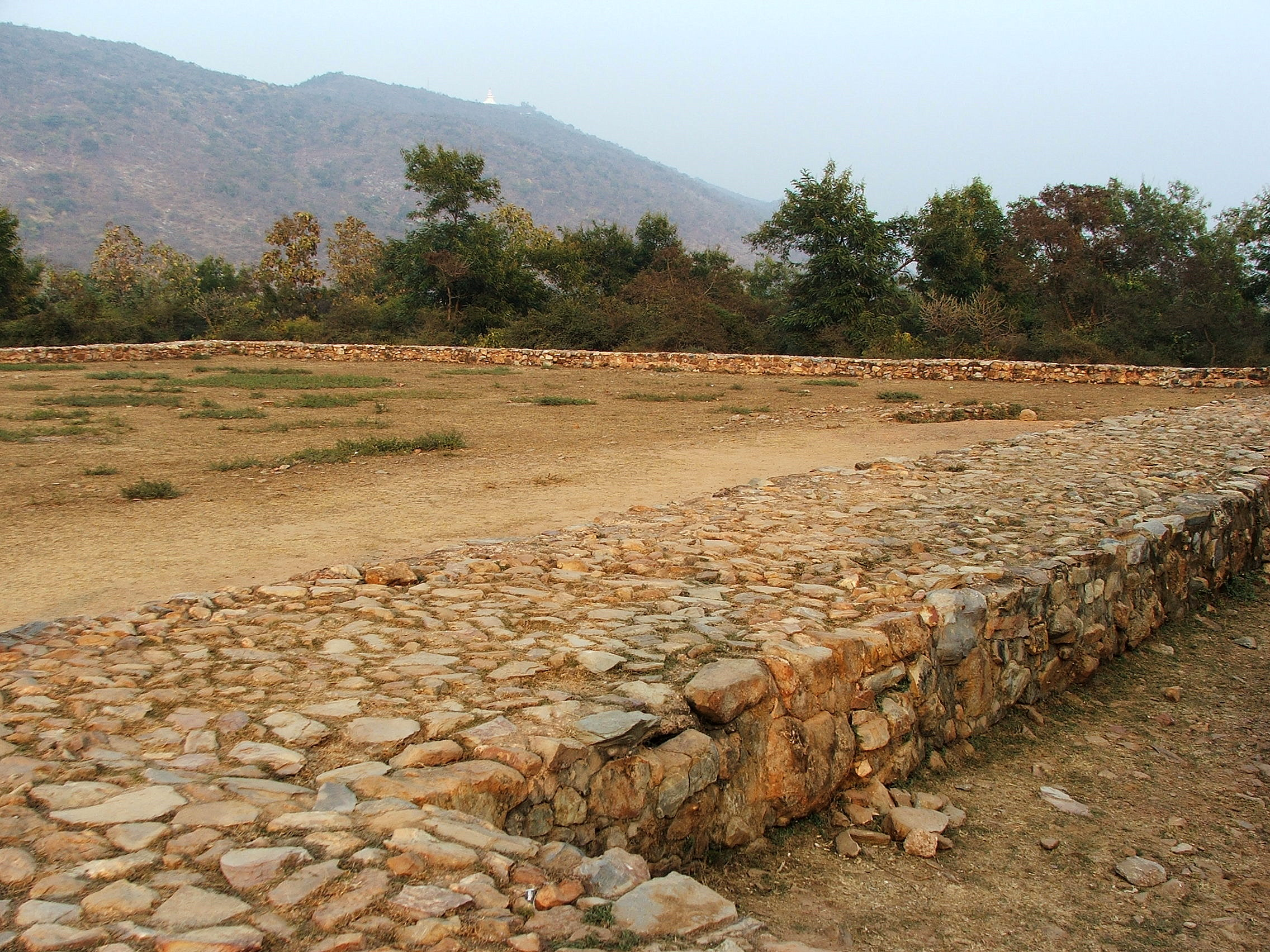
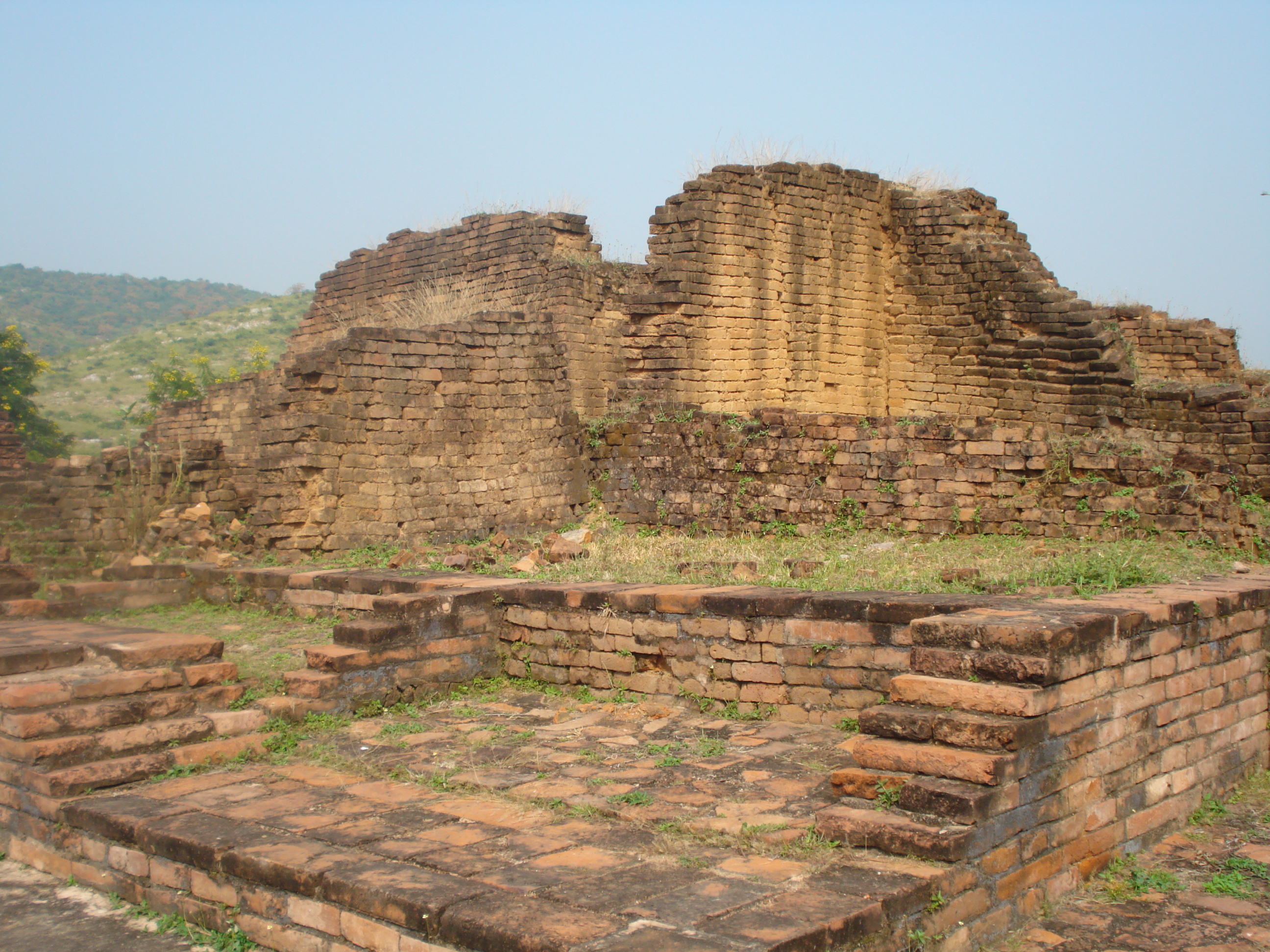
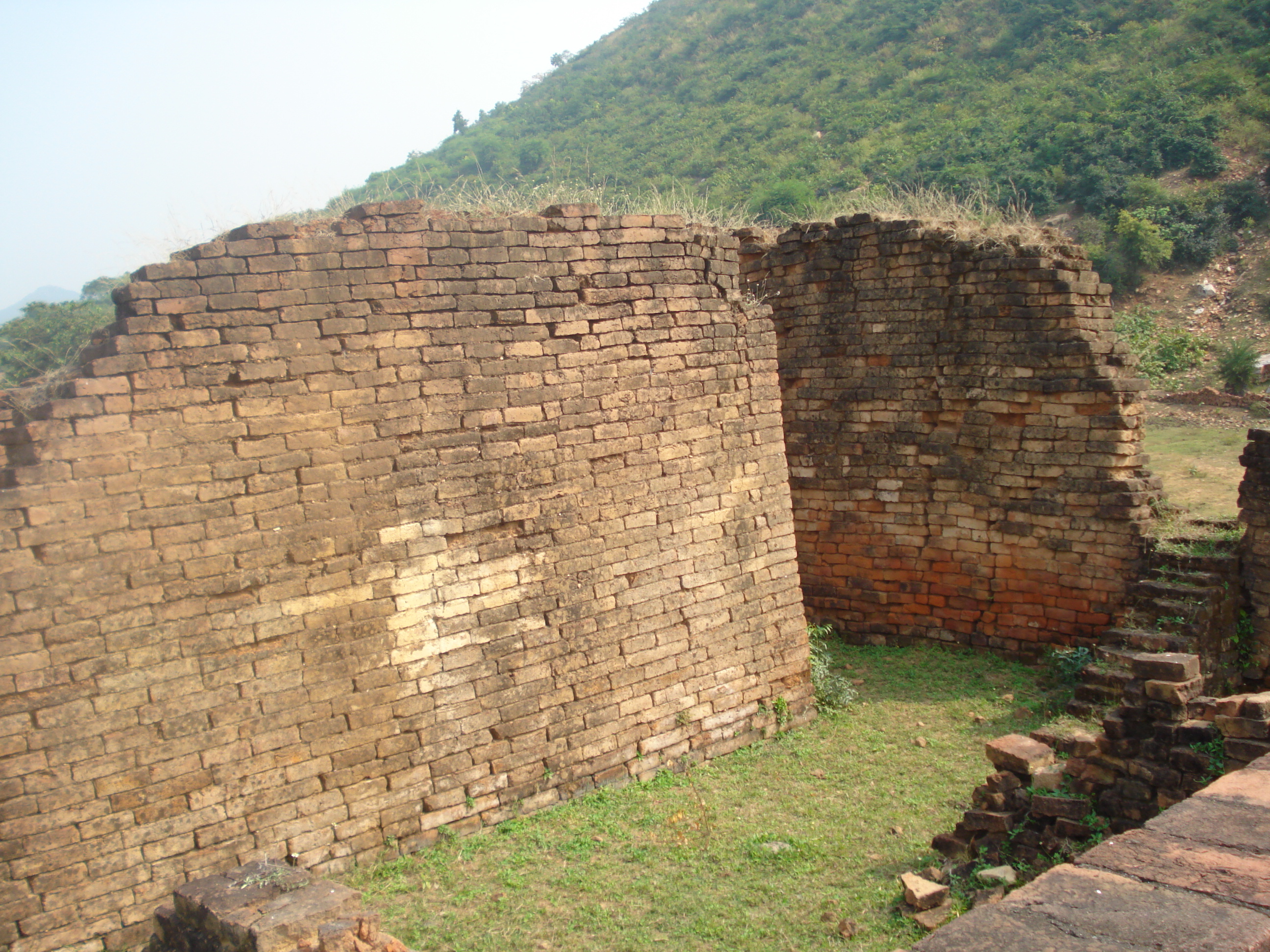